# FC Tricolore Gasperich
Der FC Tricolore Gasperich (offiziell Football Club Tricolore Gasperich) ist ein luxemburgischer Fußballverein aus dem Ortsteil Gasperich der Stadt Luxemburg.

## Geschichte
Der Verein wurde am 1. Mai 1919 als FC Tricolore Muhlenweg gegründet und trägt seine Heimspiele im 1.250 Zuschauer fassenden Stade Emile Bintner aus.
Bereits zwei Jahre nach seiner Gründung gelang dem Verein 1921 der Aufstieg in die Nationaldivision, die er nach nur einer Saison wieder verlassen musste. Es blieb bis heute die einzige Spielzeit in der höchsten luxemburgischen Spielklasse.
Nach einer Auflösung im April 1924 erfolgte 1925 die Neugründung als FC Blue Star Gasperich.
Ein erstes Aufnahmegesuch an die F.S.L.S.A. (heutige FLF) vom 17. Mai 1928 wurde abgelehnt, da der FC Tricolore nach Auffassung des Verbandes fortbestand. Am 27. März 1930 erhielt der Klub seinen Gründungsnamen zurück und wurde am 3. August desselben Jahres wieder in den Verband aufgenommen.
Während der deutschen Besetzung Luxemburgs im Zweiten Weltkrieg wurde er 1940 in FK Trikolore Gasperich-Mühlenweg umbenannt. 1944 erfolgte die Rückbenennung in den Gründungsnamen. Seit 1946 trägt der Verein seinen heutigen Namen.
Nach zwischenzeitlichen Auf- und Abstiegen bis in die Fünftklassigkeit spielte Tricolore Gasperich von 2011 bis 2015 in der viertklassigen 2. Division, 2. Bezirk. Am Ende der Saison 2014/15 stieg der Verein wieder in die 3. Division ab.
Im Frühjahr 2021 wurden Gespräche zwischen Tricolore Gasperich und AS Luxemburg-Porto im Hinblick auf einen möglichen Zusammenschluss geführt. Die Fusionspläne scheiterten jedoch.